# Румницкая, Мария Ивановна
Мария Ивановна Румницкая (в девичестве Чепига) (укр. Марія Іванівна Румницька; 21 сентября 1876, Харьков, Харьковская губерния — 28 сентября 1950, Харьков, УССР) — харьковский библиотекарь, общественный деятель, библиограф. Член правления Харьковской общественной библиотеки в 1914—1918 годы. Исполняющая обязанности директора Харьковской государственной научной библиотеки имени В. Г. Короленко во время Великой Отечественной войны.

## Биография

### Работник библиотеки
Мария Чепига родилась 1876 года в Харькове в семье учителя. По национальности украинка. В 1895 году, после окончания восьми классов Харьковской женской гимназии и библиотечных курсов, устроилась работать в Харьковской общественной библиотеке в качестве служащей. Участвовала в сооружении здания библиотеки, где познакомилась со своим будущим мужем — студентом Константином Румницким.
Константин Румницкий сильно болел, поэтому супруги часто ездили в Германию и Швейцарию для его лечения. Во время поездок Мария Румницкая знакомилась с работой местных библиотек и внедряла полученный опыт в Харькове. В конце 1903 года Румницкая по семейным обстоятельствам была вынуждена покинуть город и оставить библиотеку на длительное время. Собрание членов библиотеки почтило её поднесением адреса и подарило золотой жетон.
Благодаря мужу Мария Румницкая заинтересовалась революционными идеями. Поэтому, когда в 1905 году она стала отвечать за книжную торговлю в библиотеке, кроме разрешённой литературы, она занималась распространением революционных газет и книг. Во время одного из обысков в библиотеке, 21 февраля 1906 года, она была арестована. Была освобождена после ходатайства членов правления библиотеки — Дмитрия Багалея, Алексея Грузинцева и других.
11 декабря 1910 года избрана кандидатом в члены правления, а 8 февраля 1914 года — членом правления. Осуществляла контроль за работой кабинета для чтения, абонемента и книгохранилища. Была членом Украинской комиссии (1911). Занималась учётом, комплектованием и каталогизацией фонда библиотеки. Совместно с Михаилом и Зинаидой Масловыми вела алфавитный каталог библиотеки. Проводила работу по привлечению книжных пожертвований. Также занималась хозяйственно-финансовыми делами библиотеки. После начала Первой Мировой войны занималась обслуживанием бесплатными абонементами раненых в лазаретах и детей, родители которых ушли на фронт.
Занимала должности заведующей отделом (1920), заместителя директора (1927). В 1917—1921 годах сохраняла фонды книгохранилища от разграбления. Также прилагала усилия к пополнению фондов библиотеки книгами, реквизированными из помещичьих и частных библиотек. Мария Румницкая была инициатором введения личных именных карточек для подписчиков библиотеки. Принимала участие в организации благотворительных мероприятий по сбору пожертвований на развитие библиотеки.
В 1936 году состоялось празднование 40-летия работы Марии Ивановны в библиотеке. Народный комиссариат образования УССР вручил ей премию в размере 2000 рублей, а в республиканской прессе вышли о ней хвалебные публикации. Харьковский филиал Союзкинохроники начал съемки документального фильма о работе библиотеки и об участии в ней Марии Румницкой. Судьба фильма неизвестна.

### Директор
Осенью 1941 года директор библиотеки Павел Сафронов, вместе с большинством сотрудников, был эвакуирован в Сибирь. Однако, фонды библиотеки остались в Харькове. В отсутствие директора, с 18 октября 1941 года, Мария Румницкая исполняла обязанности директора библиотеки. 24 октября 1941 года немцы вошли в Харьков, а на следующий день библиотека была опечатана бойцами Зондеркоманды Кюнсберга во главе с офицером СС Френцем. До середины января 1942 года они занимались изъятием ценных изданий. Только 28 октября в библиотеку были допущены её работники. Они, во главе с Румницкой, в первую очередь стали переносить книги из разрушенного книгохранилища, которое было повреждено во время немецкого наступления.
В феврале 1942 года, уже после замены зондеркоманды Кюнсберга на бойцов Батальона Риббентропа, немцы решили забрать «спецфонд» — издания ограниченного использования. Благодаря Румницкой удалось оставить в библиотеке часть «спецфонда» — дореволюционные книги и дублеты.
Мария Ивановна отстаивала сохранность фондов перед оккупационной властью. После того, как 18 марта 1943 года жандармы сожгли часть книг на языках восточных народов, приняв их за пропагандистские материалы, Румницкая смогла получить охранную грамоту на библиотеку. Однако эта грамота не защищала библиотеку от изъятия книг. Последнее изъятие немцы подготовили в апреле-мае 1943 года, отобрав 7,5 тысяч документов для отправки в Германию. Румницкая вместе с работниками библиотеки тайно просмотрели книги и смогли сохранить около 5 тысяч изданий.
Кроме заботы о фондах Библиотеки им. Короленко, занималась спасением книг из других учреждений: Библиотеки Педагогического института иностранных языков, Библиотеки агитации и пропаганды, четырёх детских библиотек города. Книги на подводах или просто на санках свозились в Библиотеку им. Короленко, где их прятали, прикрывая другими книгами. Подобным образом попытались спрятать 3 тысячи книг Киевской исторической библиотеки, которые были переданы Библиотеке им. Короленко на сохранение. Однако немцы узнали про эти книги и потребовали их выдать, сотрудники библиотеки были вынуждены подчиниться.
После освобождения Харькова в советской прессе много писали о том, как удалось сохранить библиотеку, и о судьбе её работников. Писатель Николай Бажан в декабре 1943 года на страницах газеты «Известия» так оценил роль Румницкой в сохранении фонда библиотеки:

Если сейчас, несмотря на весь немецкий грабеж и разрушения, в библиотеке сохраняется 1800 книг, то в этом большая заслуга Марии Ивановны Румницкой.

В результате Мария Румницкая стала известна на весь Советский Союз. Она получила много благодарственных писем со всех концов страны. В то же время у Румницкой складывались сложные отношения с советской властью. Она подвергалась допросам, оскорблениям и унижениям. Её подозревали в пособничестве оккупационной власти. Согласно мнению исследователя Александра Мазурицкого, от ареста Румницкую спасли массовые проявления народной любви и поддержка Николая Бажана.
После освобождения города Мария Ивановна занималась восстановлением библиотеки и её фонда. Составляла акты о потерях книжного фонда во время оккупации. Благодаря её стараниям, уже к концу 1943 года в библиотеке была застекленены все окна выбитые во время войны. Румницкая отправляла письма с просьбой о помощи в пополнении фонда в другие библиотеки, общественные и государственные организации. Переписывалась с Марией Рудомино по поводу предоставления библиотеке книг на английском языке. Известно, что благодаря этой деятельности уже в 1944 году библиотека получила 3500 книг из Госфонда и планировалось получить 15 тысяч книг из Научной библиотеки Московского Университета.
Последний документ, подписанный Марией Ивановной в качестве директора, датирован 26 августа 1943 года. После работала в библиотеке на должностях заместителя директора и главного библиотекаря. В 1948 году стала старшим библиотекарем отдела каталогизации. 15 декабря 1949 года уволена в связи с тяжёлой болезнью. Мария Ивановна Румницкая умерла 28 сентября 1950 года.

## Семья и друзья
Муж Румницкий Константин Григорьевич — инженер-технолог, секретарь Южнорусского общества технологов, член правления Харьковской общественной библиотеки (1908—1916). Будучи студентом Технологического института, работал помощником архитектора Виктора Величко, надзирал за строительством помещения библиотеки, жил на строительстве. Позже заведовал хозяйственной частью библиотеки, вёл инвентарную книгу, присматривал за пополнением ІХ отдела библиотеки новыми книгами.
Родная сестра Чепига Наталья Ивановна — с 1904 года на руководящей должности в Харьковской общественной библиотеке, а с 1917 года — первый директор Харьковской общественной библиотеки.
Марию Румницкую связывали дружеские отношения с другой служащей библиотеки — Любовью Хавкиной. После того, как Хавкина покинула Харьков, подруги продолжили общение посредством писем. Считается, что их дружба повлияла на формирование мировоззрения Румницкой как библиотековеда.

## Сочинения
Мария Румницкая в 1946 году написала воспоминания — «Библиотека в период оккупации», которые хранятся в архивном фонде Харьковской государственной научной библиотеке имени В. Г. Короленко. Там же находится частично сохранившаяся переписка с Любовью Хавкиной.